# Swetlana Wladimirowna Babuschkina
Swetlana Wladimirowna Babuschkina (russisch Светлана Владимировна Бабушкина; englische Transkription: Svetlana Vladimirovna Babushkina; * 15. Februar 1992 in Brjansk) ist eine russische Ringerin. Sie gewann bei der Europameisterschaft 2013 eine Bronzemedaille in der Gewichtsklasse bis 67 kg Körpergewicht.

## Werdegang
Swetlana Babuschkina stammt aus Tatarstan und begann als Jugendliche 2003 mit dem Ringen. Sie gehört dem Sportclub Lokomotive Brjansk an. Ihr erster Trainer war ihr Vater Wladimir Babuschkin. Zu diesem kamen 2012 bzw. 2013 noch Nikolai Koslow und Ramil Islamow hinzu. Die kräftige Athletin ringt bei einer Größe von 1,70 Metern in der zweitschwersten Gewichtsklasse des Damenringens, die bis 67 kg Körpergewicht geht.
Erstmals auf sich aufmerksam machte sie bei der russischen Juniorenmeisterschaft 2011, wo sie in der Gewichtsklasse bis 67 kg hinter Maria Ljulkowa und Oksana Nagornich den 3. Platz belegte. 2012 gewann sie dann diesen Titel in der gleichen Gewichtsklasse vor Swetlana Lipatowa und Julija Pronzewitsch. 2012 begann auch ihre internationale Ringerkarriere. Sie wurde in diesem Jahr in Zagreb Junioren-Europameisterin vor Karina Stankowa aus der Ukraine. Bei der Junioren-Weltmeisterschaft 2012 in Pattaya erreichte sie das Finale, in dem sie gegen Dorothy Yeats aus Kanada unterlag.
Bei einer russischen Meisterschaft der Damen konnte sich Swetlana Babuschkine bisher nicht in den Medaillenrängen platzieren. Wegen ihrer guten Ergebnisse bei wichtigen internationalen Turnieren wurde sie aber im März 2013 bei der Europameisterschaft in Tiflis eingesetzt. Sie unterlag dort in der Gewichtsklasse bis 67 kg in ihrem ersten Kampf gegen Alina Stadnyk-Machynja aus der Ukraine, sicherte sich aber danach in der Trostrunde mit Siegen über Galina Lewtschenko, Weißrussland und Darija Osocka, Polen, noch eine Bronzemedaille.

## Internationale Erfolge
| Jahr | Platz | Wettbewerb                                      | Gewichtsklasse | Ergebnisse |
| 2011 | 3.    | Pokalturnier in Tschechow                       | bis 67 kg      | hinter Natalja Kuksina und Anastasija Schtschawlinski |
| 2012 | 2.    | Intern. Turnier in Kiew                         | bis 67 kg      | hinter Nadeschda Semenzowa, Aserbaidschan, vor Julija Bartnowskaja, Russland und Aline Focken, Deutschland                                               |
| 2012 | 1.    | Junioren-EM in Zagreb                           | bis 67 kg      | vor Karina Stankowa, Ukraine, Darija Osocka, Polen und Dschanan Manolowa, Bulgarien                                                                      |
| 2012 | 2.    | Junioren-WM in Pattaya                          | bis 67 kg      | hinter Dorothy Yeats, Kanada, vor Sara Dosho, Japan und Darija Osocka                                                                                    |
| 2012 | 3.    | "Moscow-Lights"                                 | bis 67 kg      | hinter Alina Stadnyk-Machynja, Ukraine und Natalja Palamartschuk, Aserbaidschan                                                                          |
| 2012 | 1.    | Pokalturnier in Lobnja                          | bis 67 kg      | vor Julija Bartnowskaja, Anastasija Schtschawlinski und Julija Pronzewitsch, alle Russland                                                               |
| 2013 | 9.    | "Iwan-Yarigin"-Golden-Grand-Prix in Krasnojarsk | bis 67 kg      | Siegerin: Otschirbatyn Nasanburmaa, Mongolei vor Yoshike Inoue, Japan und Julija Bartnowskaja                                                            |
| 2013 | 1.    | Klippan-Lady-Open                               | bis 67 kg      | vor Julia Salata, USA, Martina Kuenz, Österreich und Aline Focken                                                                                        |
| 2013 | 3.    | EM in Tiflis                                    | bis 67 kg      | nach einer Niederlage gegen Alina Stadnyk-Machynja und Siegen über Galina Lewtschenko, Weißrussland und Darija Osocka                                    |
| 2013 | 2.    | Großer Preis von Deutschland in Dormagen        | bis 67 kg      | nach Siegen über Martina Kuenz, Dalma Caneva, Italien, Aline Focken und Kristina Odrina-Urbowa, Lettland und einer Niederlage gegen Stacie Anaka, Kanada |

## Russische Meisterschaften
| Jahr | Platz | Altersgruppe | Gewichtsklasse | Ergebnisse                                   |
| 2011 | 3.    | Junioren     | bis 67 kg      | hinter Maria Ljulkowa und Oksana Nagornich   |
| 2012 | 1.    | Junioren     | bis 67 kg      | vor Swetlana Lipatow und Julija Pronzewitsch |

## Erläuterungen
- alle Wettkämpfe im freien Stil
- WM = Weltmeisterschaft, EM = Europameisterschaft